# Saint-Pierre-Église
Saint-Pierre-Église là một xã thuộc tỉnh Manche trong vùng Normandie tây bắc nước Pháp. Xã này nằm ở khu vực có độ cao trung bình 110 mét trên mực nước biển.
Thị trấn Saint-Pierre-Église có diện tích 8,06 km2.